# James Elmer Mitchell
James Elmer Mitchell (* 1952) (Pseudonym: Grayson Swigert) ist ein amerikanischer Psychologe und ehemaliges Mitglied der United States Air Force.
Kurz nach seiner Pensionierung erlebte er die Terroranschläge am 11. September 2001 und bot seine Dienste an. Gemeinsam mit seinem Geschäftspartner John Bruce Jessen schloss er 2002 einen Vertrag mit der CIA zur Entwicklung eines Verhörprogramms mit Anwendung von Foltermaßnahmen an gefangenen Terrorverdächtigen. Die aus dem SERE-Training heraus entwickelten Techniken, zu denen unter anderem Schlafentzug, Waterboarding und Scheinexekutionen gehören, wurden vom United States Senate Select Committee on Intelligence als Folter bewertet. Das Unternehmen von Mitchell und Jessen erhielt 81 Millionen US-Dollar, bis Präsident Obama das Programm stoppte.
2017 reichte die Bürgerrechtsorganisation ACLU Klage gegen Jessen ein wegen der Misshandlung von Terrorverdächtigen in Geheimgefängnissen der CIA. Ein Bundesgericht im Bundesstaat Washington entschied, dass der Prozess im September 2017 starten sollte. Der Rechtsstreit wurde jedoch im August 2017 beigelegt.

## Werke
- mit Bill Harlow: Enhanced Interrogation: Inside the Minds and Motives of the Islamic Terrorists Trying to Destroy America. Crown Forum, New York 2016, ISBN 978-1-101-90684-2.